# Yèvre-le-Châtel
Pour les articles homonymes, voir Yèvre.
Yèvre-le-Châtel est une commune associée depuis 1973 à la commune française de Yèvre-la-Ville, dans le département du Loiret en région Centre-Val de Loire. Elle est classée parmi  les Plus Beaux Villages de France.

## Géographie
Yèvre-le-Châtel est située sur le dernier éperon rocheux, à la limite de la plaine de Beauce.

### Lieux-dits et écarts
Souville ; Nascelles ; Saint-Martin ; Moulin Vasle ; La Basse-cour ; Le Bourg.

### Communes limitrophes
Yèvre-la-Ville, Dadonville, Givraines, Estouy, La Neuville-sur-Essonne.

## Toponymie
Le nom de la localité est attesté sous la forme de Castro Everae en 993.
On trouve Evera, ou Evira vico sur les monnaies mérovingiennes. Avara devait être le nom primitif de la Rimarde, ruisseau sur la rive gauche duquel est situé Yèvre-le-Châtel.

## Histoire
Yèvre-le-Châtel était une importante place forte du diocèse d'Orléans, à la limite du diocèse de Sens, sur la voie d'Agedincum (Sens) à Vindinum (Mans).
Durant l'Antiquité, le village est situé à la limite du territoire des peuples gaulois des Carnutes et des Sénons. Le site surplombe alors la voie romaine reliant la ville de Sens au Mans. Après la christianisation de la Gaule gallo-romaine, la rivière Rimarde devient la frontière entre les évêchés de Sens (paroisse Saint-Martin de Souville, et léproserie Saint-Lazare) et d'Orléans (paroisses Saint-Gault et Saint-Lubin). Cette division subsistera jusqu'au XIXe siècle.
Dès le Xe siècle, Yèvre est une des possessions de l'abbaye de Fleury. À plusieurs reprises, les moines de Fleury se plaignent au roi des Francs, Hugues Capet, des exactions du baron Arnoul de Yèvre. C'est sans doute pour faire oublier les excès de son mari que son épouse, Lucinde, fonde dans l'enceinte du château une abbaye sous l'invocation de Saint Gault, un des Saints de Bretagne dont les reliques avaient été apportées dans la région par des moines fuyant l'invasion des Normands.
Après le décès du baron Arnoul, le roi interviendra plusieurs fois pour soumettre ses successeurs et démanteler leurs châteaux qui ne devaient être que des fortins de bois, construits sur une « motte ».
Au printemps 1079, une armée venue de Bourgogne se joindre aux forces de Philippe Ier pour assiéger Le Puiset fait étape à Yèvre. Les paysans du lieu avaient amassé tous leurs biens et leurs grains dans l'église, espérant qu'ils y seraient respectés. Cependant, avec l'autorisation du jeune évêque d'Auxerre qui était de l'expédition avec son père, le comte de Nevers, les chevaliers y prélevèrent de force l'orge nécessaire au ravitaillement de leurs chevaux. C'est la raison pour laquelle, selon Raoul Tortaire, Philippe Ier fut battu au Puiset, par la volonté de saint Benoît.
Le rattachement du château à la couronne de France se situe vraisemblablement vers 1112 lorsque Louis VI le Gros contraint le vicomte Foulques à lui céder Yèvre-le-Châtel dont il fit une puissante châtellenie.

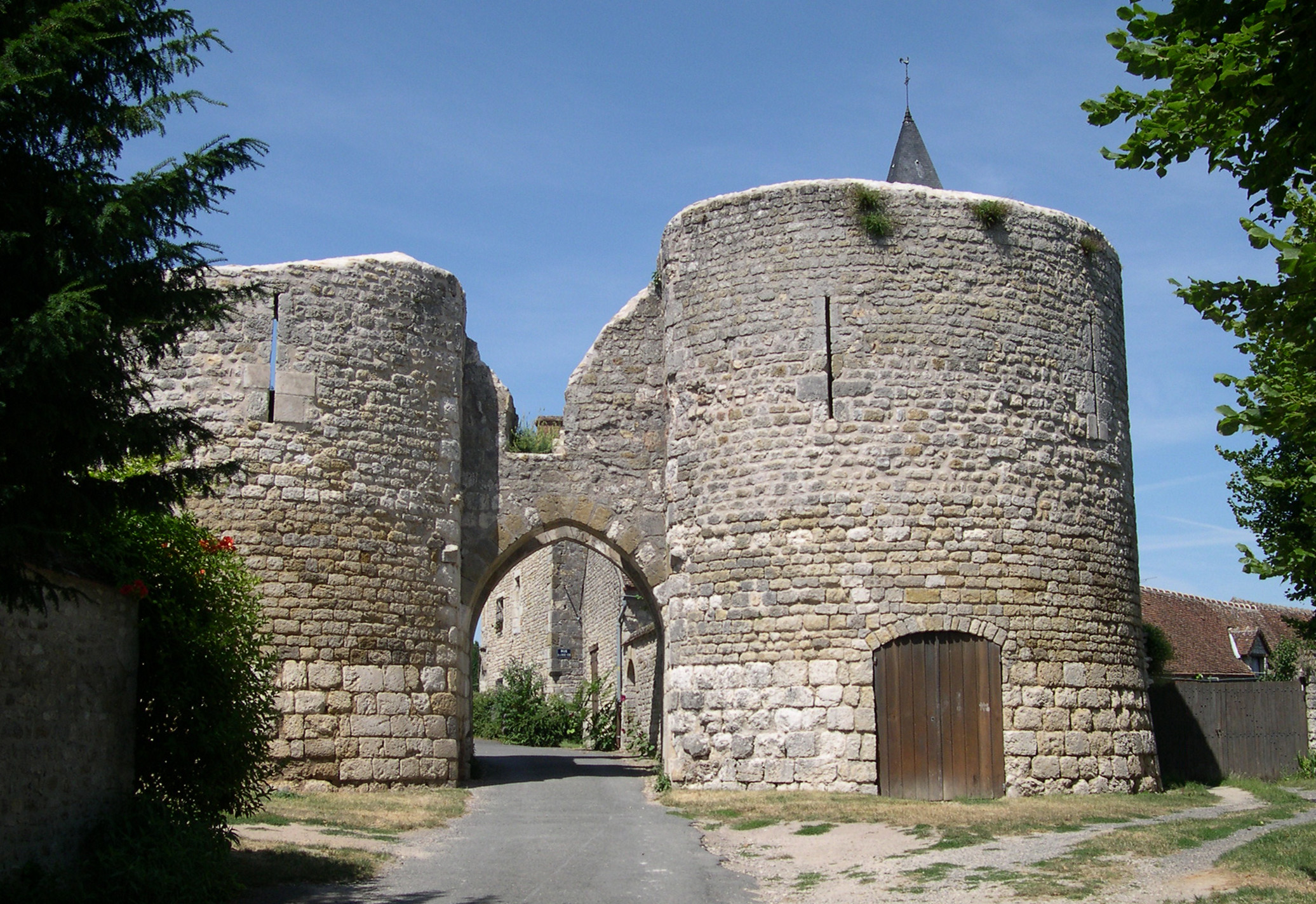
La poterne d'entrée du château.

Vers 1200, sur ordre de Philippe Auguste, le château fut reconstruit selon les derniers perfectionnements de l'architecture militaire rapportés des croisades, notamment les arcs de décharge augmentant la résistance au travail de sape. C'est semble-t-il à Gilon du Tournel que l'on doit cette ultime reconstruction (à vérifier). Elle était une position stratégique entre les duchés d'Orléans et l'Île-de-France, sur la route entre Paris et Orléans, dans l'œuvre d'unification du Royaume par Philippe Auguste.
En 1280, Jean de la Coudre, un bourgeois d'Yèvre-le-Châtel, vend à la commanderie de Beauvais-en-Gâtinais la ferme des Coudres située à Larchant.
Pendant la guerre de cent ans, Yèvre resta, avec Montargis, la seule place forte au nord de la Loire à ne pas tomber entre les mains des Anglais ou des Bourguignons. Le capitaine de la place, Nicolas de Giresme, prit même une part active aux côtés de Jeanne d'Arc à la libération d'Orléans.
À la fin du XVe siècle, du fait de l'extension du domaine royal et des progrès de l'artillerie qui rendirent ses défenses obsolètes, Yèvre-le-Châtel perdit de son importance et son rôle de place forte. Un inventaire indique déjà, en 1610, que le château est en ruine.
En 1637, la maréchaussée est transférée à Pithiviers, mais la justice royale continue de siéger à Yèvre jusqu'à la Révolution française.
Au cours de la Révolution, la commune porte provisoirement le nom de Yèvre-le-Patriote.

## Politique et administration
De 1790 à 1801, la commune est rattachée au canton de Boynes dans le district de Pithiviers. À partir de 1801, la commune est reversée dans le canton de Pithiviers.
De 1926 à 1942, Yèvre-la-Ville et Yèvre-le-Châtel, comme toutes les communes du canton de Pithiviers dépendantes depuis 1800 (an VIII) de l'arrondissement de Pithiviers, furent rattachées à l'arrondissement d'Orléans durant la suppression temporaire de l'arrondissement. La réforme de 1942 reconstitua cet arrondissement dans les limites et le découpage qui étaient les siens jusqu'en 1926.
Yèvre-le-Châtel est le résultat du regroupement au XIXe siècle de deux paroisses : Saint-Martin de Souville et Saint-Gault de Yèvre-le-Châtel.
Actuellement, la commune appartient au canton de Malesherbes.
| Années      | Identité                             |
| 1823 - 1826 | Sébastien Perrot                     |
| 1826 - 1832 | Charles Jubert                       |
| 1832 - 1837 | Jean-Gabriel Barthelemy              |
| 1837 - 1848 | Foigner Carpentier                   |
| 1848 - 1851 | Péron                                |
| 1852        | Cyrille Mainferme (maire provisoire) |
| 1853 - 1865 | Foigner Carpentier                   |
| 1865 - 1871 | Jean-Théodore Villemard              |
| 1871 - 1888 | Jean Villette                        |
| 1888 - 1904 | Louis Vapreau                        |
| 1904 - 1908 | Oscar Villette                       |
| 1908 - 1911 | Charles Barthelemy                   |
| 1911 - 1929 | Louis Beauvilliers                   |
| 1929 - 1943 | Léon Merlin                          |
| 1943 - 1944 | Maurice Mainferme                    |
| 1944 - 1946 | Paul Gaget                           |
| 1946 - 1959 | Stéphane Ronceray                    |
| 1959 - 1965 | Jean Thiercelin                      |
| 1965 - 1977 | Stéphane Ronceray                    |
| 1977 - 1989 | Gaston Gaget                         |
| 1989 - 2001 | Bernard Dosias                       |
| 2001 - 2014 | Alain Di Stefano                     |
| 2014 - 2020 | Patricia Pailloux                    |
| Depuis 2020 | Alain Di Stefano                     |

## Démographie
L’évolution du nombre d’habitants est connue notamment à travers les recensements de la population effectués dans la commune depuis 1793. En 1823, la commune de Souville est rattachée à Yèvre-le-Châtel. À compter de 1973, à la suite d’une fusion-association, la population de Yèvre-le-Châtel est incluse dans celle de Yèvre-la-Ville mais fait néanmoins l’objet d’un comptage.
| Evolution de la population |      |      |      |      |      |      |      |      |
| 1696                       | 1713 | 1768 | 1787 | 1793 | 1800 | 1806 | 1821 | 1831 |
| 360                        | 387  | 270  | 273  | 296  | 315  | 320  | 300  | 510  |
|                            |      |      |      |      |      |      |      |      |
| 1836                       | 1841 | 1846 | 1851 | 1856 | 1861 | 1866 | 1872 | 1876 |
| 517                        | 493  | 502  | 476  | 480  | 453  | 477  | 441  | 429  |
|                            |      |      |      |      |      |      |      |      |
| 1881                       | 1886 | 1891 | 1896 | 1901 | 1906 | 1911 | 1921 | 1926 |
| 415                        | 400  | 391  | 384  | 378  | 366  | 357  | 313  | 321  |
|                            |      |      |      |      |      |      |      |      |
| 1931                       | 1936 | 1946 | 1954 | 1962 | 1968 | 1975 | 1982 | 1990 |
| 321                        | 301  | 279  | 275  | 271  | 238  | 238  | 240  | 240  |
|                            |      |      |      |      |      |      |      |      |
|                            |      | 1999 | 2004 | 2016 | 2020 |      |      |      |
|                            |      | 237  | 237  | 212  | 211  |      |      |      |

De 1962 à 1999 : population sans doubles comptes ; Pour les dates suivantes : population municipale.
(Sources : Ldh/EHESS/Cassini de 1793 à 1999, puis INSEE)

## Patrimoine et politique environnementale

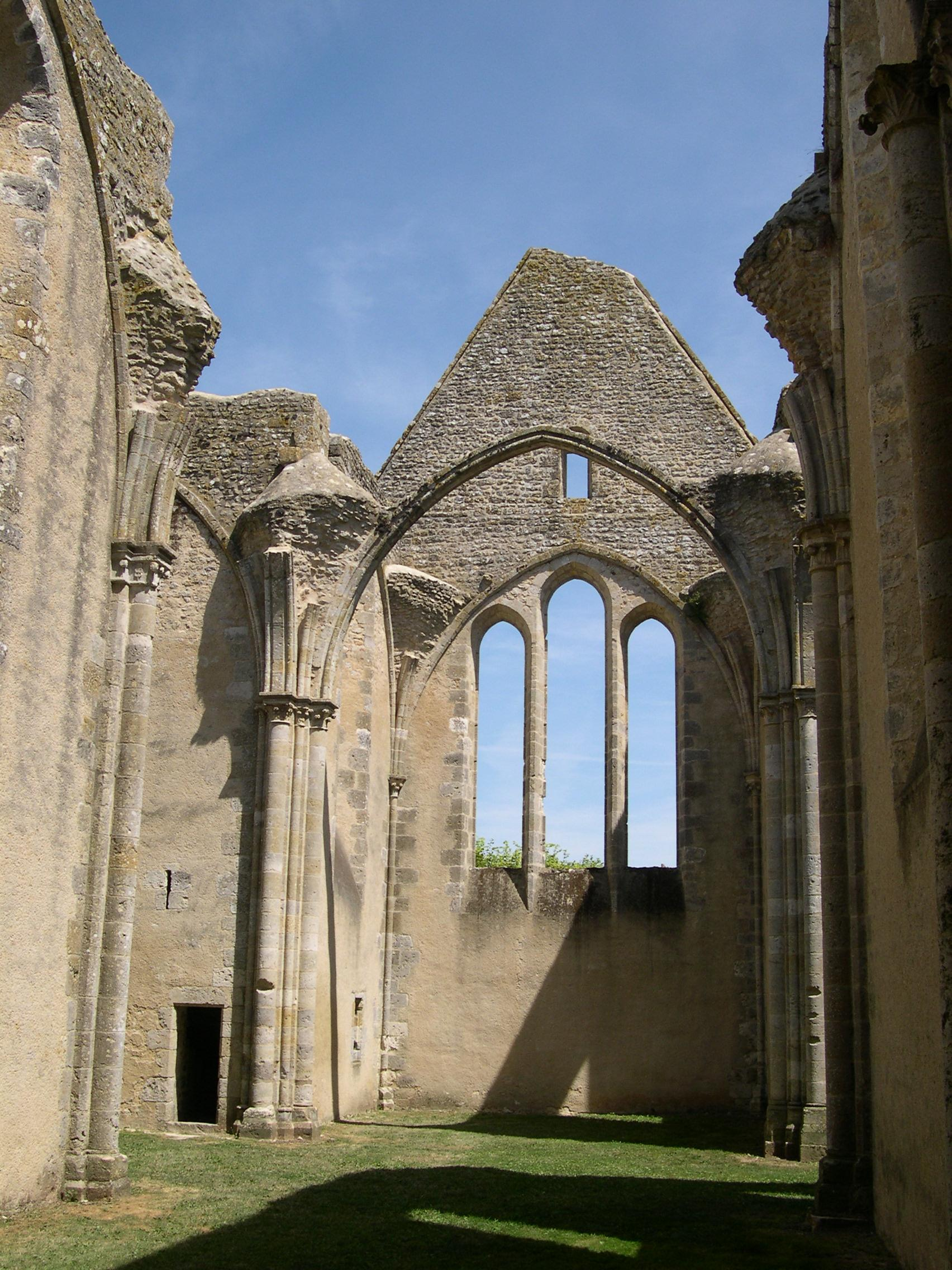
Église Saint-Lubin.

Yèvre-le-Châtel est classé depuis 2002 parmi les Plus Beaux Villages de France et est l'un des deux seuls villages de France à avoir obtenu le label Jardin remarquable.
Le village est aussi labellisé « 4 fleurs », site d'excellence dans "La route de la rose du Loiret" et "Jardin remarquable" en tant que village-jardin.

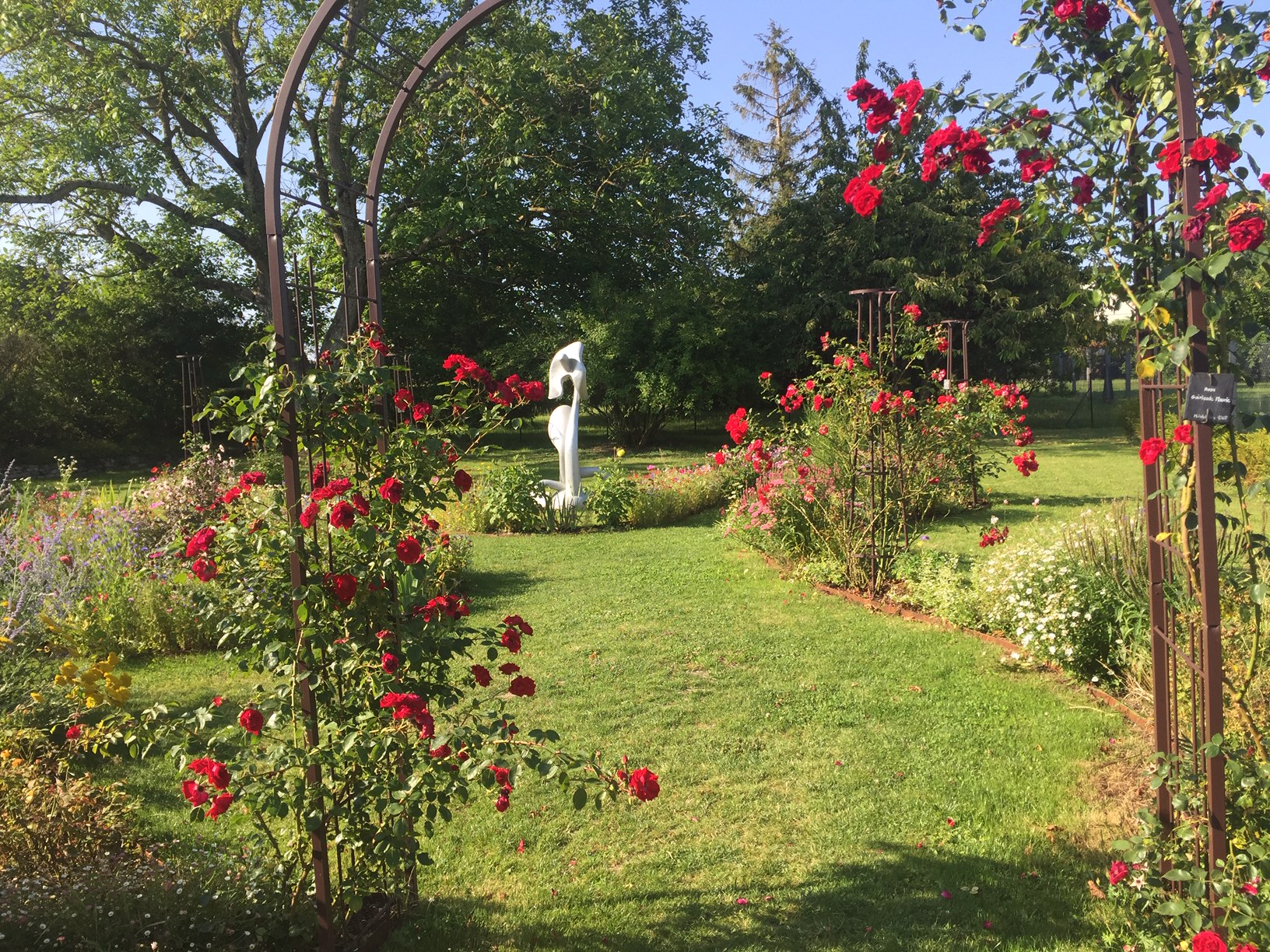
La roseraie-conservatoire Marcel Robichon

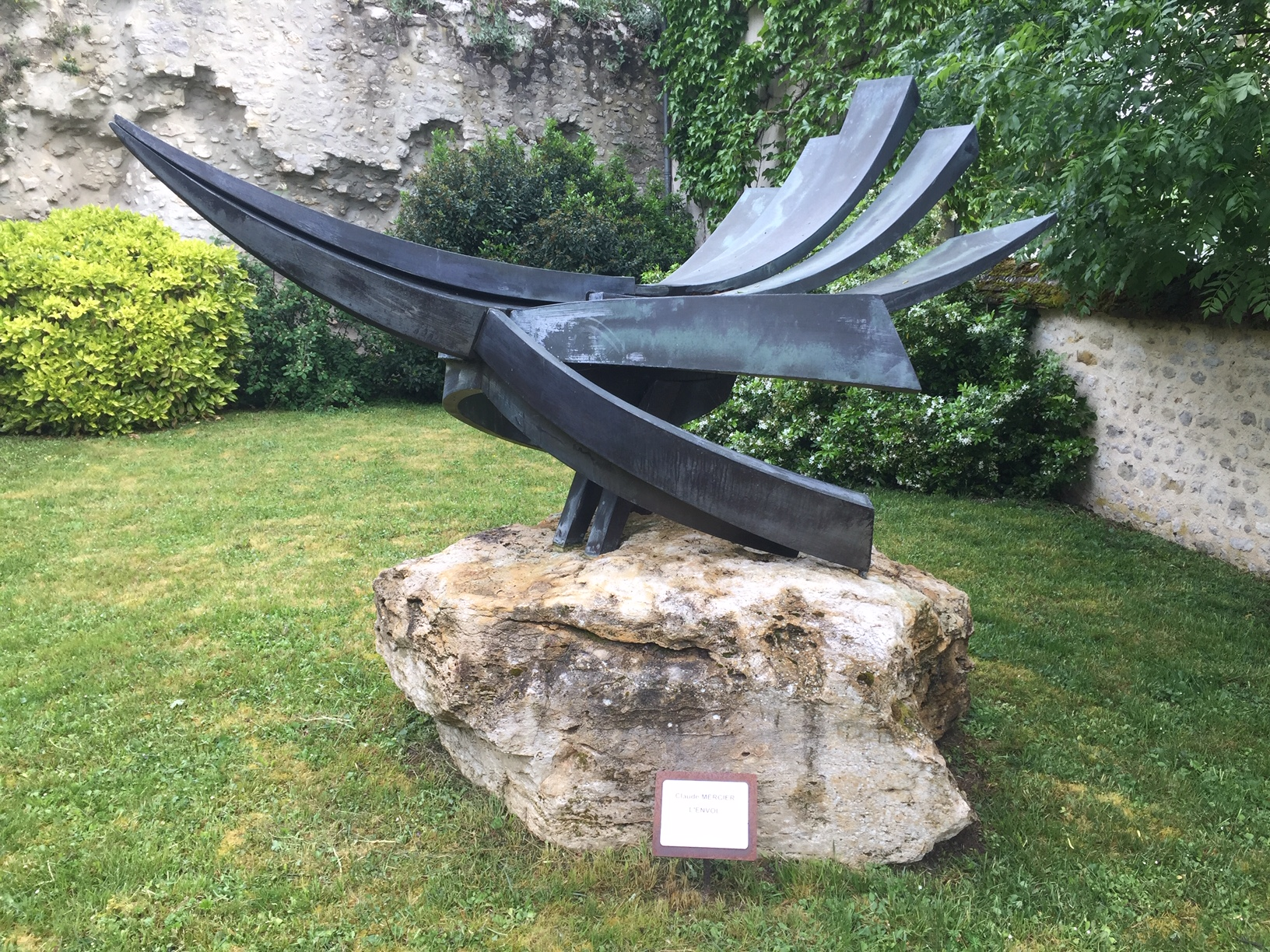
L'envol - Œuvre monumentale de Claude Mercier

Une roseraie-conservatoire consacrée aux obtentions de Marcel Robichon, célèbre rosiériste et prédécesseur d'André Eve, a été créée en 2020 ainsi qu'un parcours de découverte d'œuvres contemporaines dans l'espace public.

### Patrimoine religieux
Yèvre-le-Châtel possède deux églises : l'église Saint-Gault (ISMH 1925) et l'église Saint-Lubin,  Classé MH (1886).
L’église Saint-Gault
Fondée au XIe siècle, par des moines bretons fuyant l’invasion des Normands, l’église Saint-Gault est située dans la basse-cour du château. Dotée au XIIIe siècle d’un bas-côté gothique, on y accède par un beau portique de style ogival.
Son saint patron est en fait saint Gurval. Selon Amédée Guillotin de Corson, saint Gurval, connu aussi sous le nom de saint Goal, aurait été le successeur de saint Malo comme évêque d'Aleth, avant de se démettre de cette charge pour vivre un temps en ermite dans des bois aux alentours de la ville actuelle de Guer. Il se serait réfugié ensuite dans une île de la lagune d'Étel qui prit le nom de "Loc-Goual" ("ermitage de Goal") ou Locoal. Après avoir créé en ce lieu un monastère qui aurait compté 188 religieux, il se serait retiré dans la forêt de Camors où il aurait fondé un nouveau couvent appelé "Locoal-des-Bois", où il serait mort le 6 juin 628. Son corps aurait été transporté et inhumé dans l'île de Locoal (son tombeau fut retrouvé en 1878 dans l'église paroissiale de Locoal par le recteur de Locoal), avant d'être transporté (en passant par Pithiviers où ils auraient laissé un os du saint, devenu le saint patron de l'église d'Yèvre-le-Châtel sous le nom de saint Gaud ou saint Gault) en Belgique dans l'église de l'abbaye Saint-Pierre-au-Mont-Blandin (près de Gand) par des moines bretons lorsque les moines de Locoal furent chassés par les Normands.
L'église Saint-Lubin
Au XIIIe siècle, compte tenu notamment de l'accroissement de la population, les habitants de Yèvre-le-Châtel obtinrent du roi la construction d'une seconde église dans le cimetière. Les travaux, qui furent interrompus, reprirent après la Guerre de Cent Ans mais l’église ne fut jamais achevée. Les vestiges romantiques de cette église firent l’admiration, au XIXe siècle, de Victor Hugo.

### Patrimoine civil

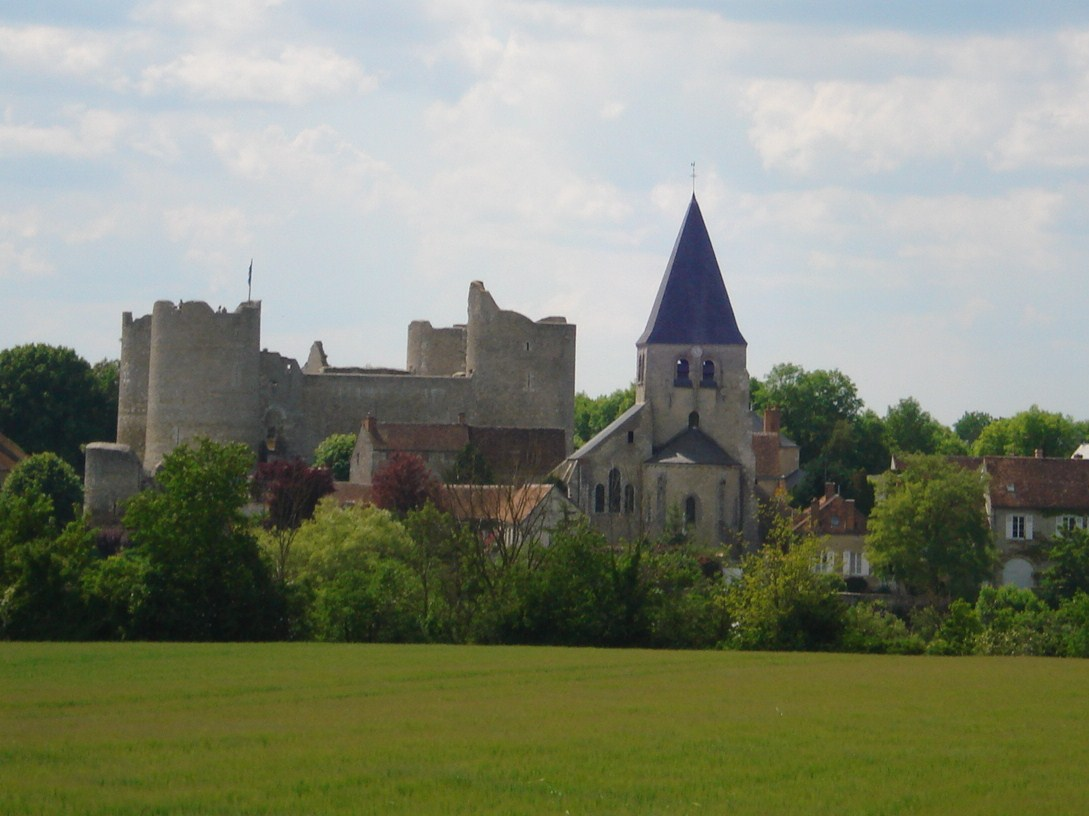
Yèvre-le-Châtel - Vue générale.

La forteresse est ouverte à la visite tous les jours, de 14 à 18 heures du 1er avril au 1er novembre et toute l'année pour les groupes sur rendez-vous.

## Personnalités liées à la commune
- Maria Helena Vieira da Silva et son mari Árpád Szenes, en particulier, y vécurent l’été pendant près de trente ans. Ils sont enterrés tous les deux dans le cimetière près de l'église Saint-Lubin[11].

### Article connexe

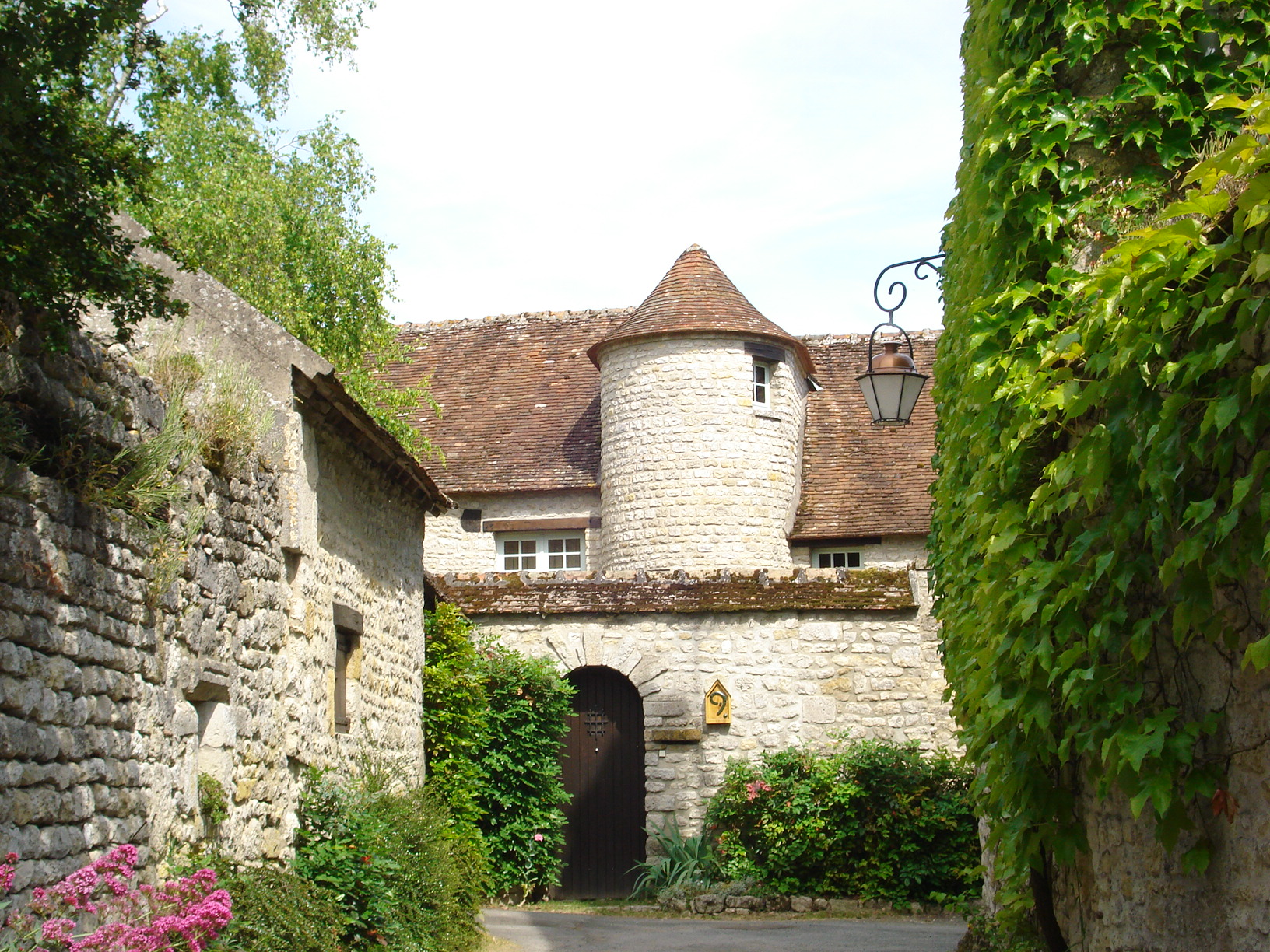
Dans la basse-cour